# Rochlitzer Berg
Le Rochlitzer Berg est une montagne d’origine volcanique en Saxe, près de Rochlitz sur la Zwickauer Mulde. Son altitude est de 349 m.

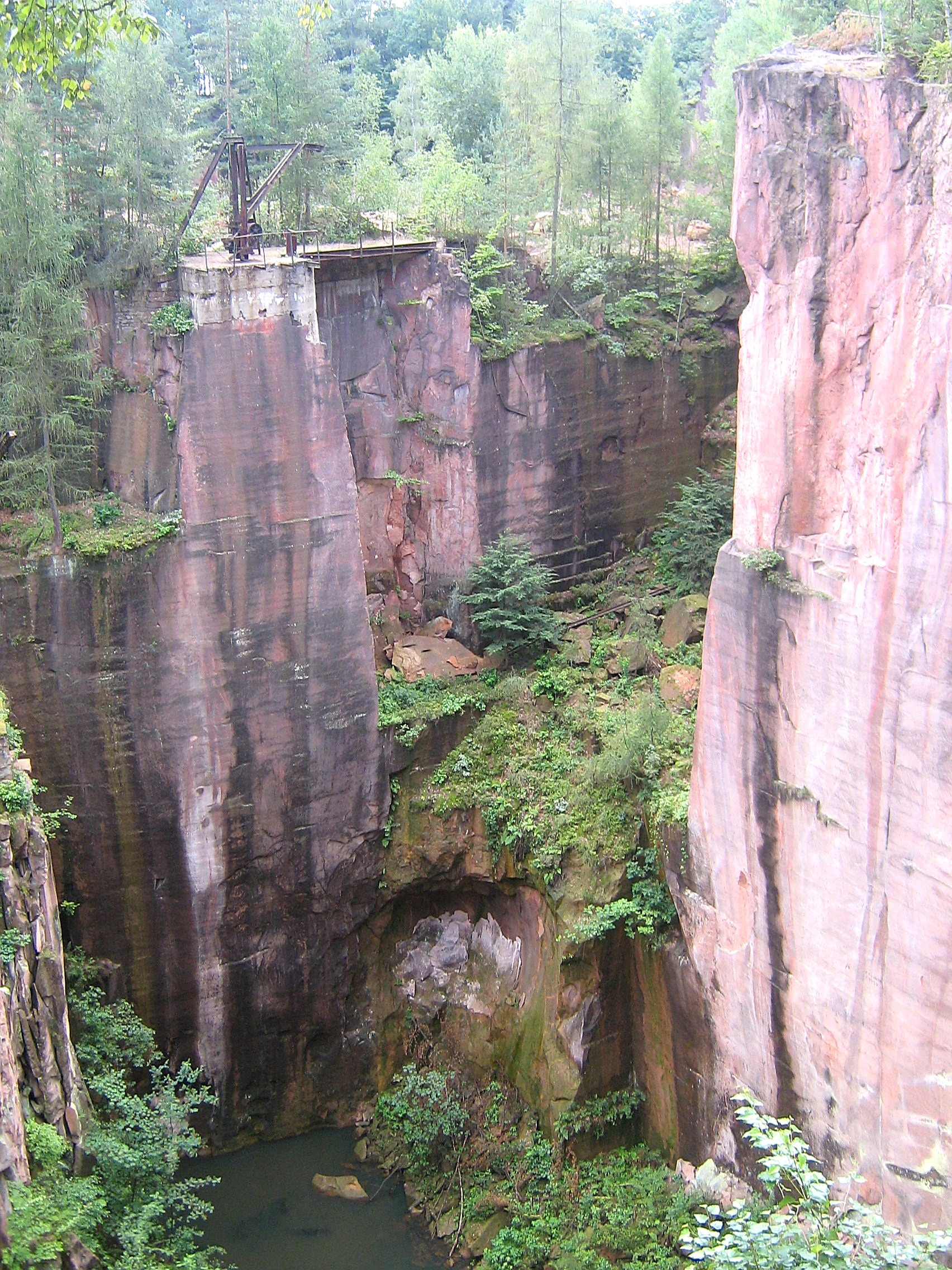
Ancienne carrière au Rochlitzer Berg.

Les roches, nommées Rochlitzer Porphyr, mais en fait un tuf volcanique, se sont formées pendant des éruptions volcaniques explosives il y a environ 250 millions d'années dans le Trias. Leur couleur et leur facilité de mise en œuvre en ont fait une pierre très appréciée. Entre autres, les architectes de la Renaissance Arnold von Westfalen et Hieronymus Lotter l'ont utilisée fréquemment, le dernier pour l'ancien hôtel de ville à Leipzig et le château d'Augustusburg. Jusqu'à 10 carrières ont été exploitées au cours de l'histoire. Aujourd'hui il n'en reste qu'une, et la quantité de roches à extraire est limitée pour des raisons de protection de la nature et du paysage.
En 2006 le tuf volcanique du Rochlitzer Berg est reconnu comme l'un des 77 géotopes les plus importants d'Allemagne.